# Demografia Groenlandei
Aceasta este o demografie a populației Groenlandei, inclusiv densitatea populației, etnia, statutul economic, afilierile religioase și alte aspecte ale populației.

## Populațiile
Începând cu 1 ianuarie 2022, populația rezidentă a Groenlandei era estimată la 56.562, o creștere de 141 (0,25%) față de cifra corespunzătoare din anul precedent.
| Municipiul               | Populația | % din total | Schimbare anuală     |
| ------------------------ | --------- | ----------- | -------------------- |
| Kommuneqarfik Sermersooq | 23.861    | 42,19%      | ▲</img> +399 (+1,7%) |
| Avannaata Kommunia       | 10.908    | 19,29%      | ▲</img> +88 (+0,8%)  |
| Qeqqata Kommunia         | 9.257     | 16,37%      | ▼</img> −48 (−0,8%)  |
| Kommune Kujalleq         | 6.292     | 11,12%      | ▼</img> −162 (−2,5%) |
| Kommune Qeqertalik       | 6.180     | 10,93%      | ▼</img> −132 (−2,1%) |

Valorile nu se însumează la 100% pentru că nu erau 64 de locuitori în niciunul dintre cele cinci municipii. Nuuk este cea mai populată localitate din Groenlanda cu 19.261 de locuitori, reprezentând 34% din populația totală a Groenlandei.

## Grupuri etnice
| Grupuri etnice din Groenlanda (2018) [6] | Grupuri etnice din Groenlanda (2018) [6] | Grupuri etnice din Groenlanda (2018) [6] | Grupuri etnice din Groenlanda (2018) [6] | Grupuri etnice din Groenlanda (2018) [6] |
| ---------------------------------------- | ---------------------------------------- | ---------------------------------------- | ---------------------------------------- | ---------------------------------------- |
| Grupuri etnice                           | Grupuri etnice                           |                                          | la sută                                  | la sută                                  |
| inuiți                                   | inuiți                                   |                                          | 89,7%                                    | 89,7%                                    |
| danez                                    | danez                                    |                                          | 7,8%                                     | 7,8%                                     |
| Alte nordice                             | Alte nordice                             |                                          | 1,1%                                     | 1,1%                                     |
| Alte                                     | Alte                                     |                                          | 1,4%                                     | 1,4%                                     |

| Grupuri minoritare semnificative [7] |                  |
| Naționalitate                        | Populație (2020) |
| Filipine                             | 373              |
| Tailanda                             | 208              |
| Islanda                              | 128              |
| Suedia                               | 74               |
| China                                | 61               |
| Norvegia                             | 53               |
| Germania                             | 50               |
| STATELE UNITE ALE AMERICII           | 47               |
| Polonia                              | 39               |
| Canada                               | 20               |

Populația Groenlandei este formată din inuiți groenlandezi (inclusiv persoane de rasă mixtă ), groenlandezi danezi și alți europeni și nord-americani . Populația inuită reprezintă aproximativ 85–90% din total (est. 2009). 6.792 de oameni din Danemarca locuiesc în Groenlanda, ceea ce reprezintă 12% din populația sa totală.
În ultimii ani, Groenlanda a cunoscut o creștere semnificativă a imigrației din Asia, în special din Filipine , Thailanda și China .

## Limbi
Singura limbă oficială a Groenlandei este groenlandeza . [8] Numărul de vorbitori de groenlandeză este estimat la 50.000 (85–90% din populația totală), împărțiți în trei dialecte principale, Kalaallisut (groenlandeză de vest, 44.000 de vorbitori și dialectul care este folosit ca limbă oficială), Tunumiit (Est-groenlandeză, 3.000 de vorbitori) și Inuktun (nord-groenlandeză, 800 de vorbitori). Restul populației vorbește în principal daneză ; Limbajul semnelor inuit este limba comunității surzilor.